# Ginnastica alla XXVII Universiade
Le gare di ginnastica della XXVII Universiade si sono svolte al Gymnastics Centre di Kazan', in Russia, dal 7 al 10 luglio 2013.

## Podi

### Ginnastica artistica

#### Uomini
| Evento               | Oro                                                                                   | Punti   | Argento                                                                           | Punti   | Bronzo                                                                             | Punti   |
| Concorso a squadre   | Russia Denis Abljazin David Beljavskij Ėmin Garibov Nikita Ignat'ev Nikolaj Kuksenkov | 273,150 | Ucraina Petro Pachnjuk Maksym Semjankiv Oleh Vernjajev Oleh Stepko Ihor Radivilov | 269,950 | Giappone Hiroki Ishikawa Ryohei Kato Shogo Nonomura Yūsuke Tanaka Chihiro Yoshioka | 269,700 |
| Concorso generale    | Nikolaj Kuksenkov                                                                     | 89,950  | Fabian Hambüchen                                                                  | 89,850  | David Beljavskij Oleh Vernjajev                                                    | 89,600  |
| Corpo libero         | Ryohei Kato                                                                           | 15,450  | Fabian Hambüchen                                                                  | 15,275  | David Beljavskij                                                                   | 15,250  |
| Cavallo con maniglie | Nikolaj Kuksenkov                                                                     | 15,050  | Oleh Stepko                                                                       | 14,850  | Oleh Vernjajev                                                                     | 14,775  |
| Anelli               | Arthur Zanetti                                                                        | 15,875  | Denis Abljazin                                                                    | 15,550  | Ihor Radivilov                                                                     | 15,525  |
| Volteggio            | Yang Yak-Seon                                                                         | 15,787  | Denis Abljazin                                                                    | 15,350  | Ihor Radivilov                                                                     | 15,237  |
| Parallele            | Ėmin Garibov                                                                          | 15,875  | David Beljavskij                                                                  | 15,625  | Oleh Vernjajev                                                                     | 15,575  |
| Sbarra               | Ėmin Garibov                                                                          | 16,025  | Yūsuke Tanaka                                                                     | 15,550  | Ryohei Kato                                                                        | 15,275  |

#### Donne
| Evento                 | Oro                                                                                      | Punti   | Argento                                                                   | Punti   | Bronzo                                                          | Punti   |
| Concorso a squadre     | Russia Ksenija Afanas'eva Anna Dement'eva Alija Mustafina Tat'jana Nabieva Marija Paseka | 175,500 | Giappone Yu Minobe Mizuho Nagai Sakura Noda Arisa Tominaga Shizuka Tozawa | 165,000 | Germania Kim Bui Lisa Katharina Hill Pia Tolle Annabelle Hölzer | 162,050 |
| Concorso generale      | Alija Mustafina                                                                          | 57,900  | Ksenija Afanas'eva                                                        | 56,850  | Kim Bui                                                         | 55,200  |
| Volteggio              | Hong Un Jong Ksenija Afanas'eva                                                          | 15,125  |                                                                           |         | Marija Paseka                                                   | 14,950  |
| Parallele asimmetriche | Alija Mustafina                                                                          | 15,200  | Tat'jana Nabieva                                                          | 14,525  | Lisa Katharina Hill                                             | 14,500  |
| Trave                  | Zhang Yelinzi                                                                            | 15,150  | Alija Mustafina                                                           | 14,525  | Elisabeth Black                                                 | 14,400  |
| Corpo libero           | Ksenija Afanas'eva                                                                       | 14,350  | Elsa García Elisabeth Black                                               | 13,750  |                                                                 |         |

### Ginnastica ritmica
| Evento             | Oro | Argento | Bronzo |
| Individuali        | | | |
| Concorso generale  | Margarita Mamun | Aleksandra Merkulova                                                                                         | Hanna Rizatdinova                                                                                            |
| Cerchio            | Margarita Mamun | Melicina Stanjuta                                                                                            | Alina Maksymenko Hanna Rizatdinova                                                                           |
| Palla              | Aleksandra Merkulova                                                                                               | Son Yeon-jae                                                                                                 | Hanna Rizatdinova                                                                                            |
| Clavette           | Margarita Mamun | Alina Maksymenko Hanna Rizatdinova                                                                           | |
| Nastri             | Margarita Mamun | Aleksandra Merkulova                                                                                         | Silvija Miteva                                                                                               |
| Gruppi             | | | |
| Concorso generale  | Russia Anastasija Bliznjuk Ksenija Dudkina Ol'ga Il'ina Anastasija Maksimova Anastasija Nazarenko Elena Romančenko | Ucraina Olena Dmytraš Jevhenija Homon Oleksandra Hrydasova Valerija Hudym Viktorija Mazur Svitlana Prokopova | Giappone Yukari Hatano Erika Koga Naomi Kumazawa Rina Miura Ayano Sato Ayumi Yusa                            |
| 10 clavette        | Russia Anastasija Bliznjuk Ksenija Dudkina Ol'ga Il'ina Anastasija Maksimova Anastasija Nazarenko Elena Romančenko | Giappone Yukari Hatano Erika Koga Naomi Kumazawa Rina Miura Ayano Sato Ayumi Yusa                            | Ucraina Olena Dmytraš Jevhenija Homon Oleksandra Hrydasova Valerija Hudym Viktorija Mazur Svitlana Prokopova |
| 3 palle + 2 nastri | Russia Anastasija Bliznjuk Ksenija Dudkina Ol'ga Il'ina Anastasija Maksimova Anastasija Nazarenko Elena Romančenko | Giappone Yukari Hatano Erika Koga Naomi Kumazawa Rina Miura Ayano Sato Ayumi Yusa                            | Ucraina Olena Dmytraš Jevhenija Homon Oleksandra Hrydasova Valerija Hudym Viktorija Mazur Svitlana Prokopova |

## Medagliere
| Pos.   | Paese          |    |    |    | Totale |
| ------ | -------------- | -- | -- | -- | ------ |
| 1      | Russia         | 18 | 8  | 3  | 29     |
| 2      | Giappone       | 1  | 4  | 3  | 8      |
| 3      | Corea del Sud  | 1  | 1  | 0  | 2      |
| 4      | Brasile        | 1  | 0  | 0  | 1      |
| 4      | Cina           | 1  | 0  | 0  | 1      |
| 4      | Corea del Nord | 1  | 0  | 0  | 1      |
| 7      | Ucraina        | 0  | 4  | 11 | 15     |
| 8      | Germania       | 0  | 2  | 3  | 5      |
| 9      | Messico        | 0  | 2  | 0  | 2      |
| 10     | Canada         | 0  | 1  | 1  | 2      |
| 11     | Bielorussia    | 0  | 1  | 0  | 1      |
| 12     | Bulgaria       | 0  | 0  | 1  | 1      |
| Totale | Totale         | 23 | 23 | 22 | 68     |